# موزه افراسیاب سمرقند
موزه افراسیاب سمرقند (ازبکی: Afrosiyob-Samarqand shahar tarixi muzeyi) موزه‌ای واقع در محوطه شهر باستانی افراسیاب است. ساختمان موزه و محوطه باستان‌شناسی در قسمت شمال شرقی شهر سمرقند در کشور ازبکستان واقع شده‌است. این موزه نام افراسیاب، پادشاه اسطوره‌ای و قهرمان توران، را یدک می‌کشد. نمایشگاه دائمی موزه افراسیاب سمرقند بر تاریخ خود شهر و همچنین منطقه اطراف آن متمرکز است. ساختمان موزه توسط معمار ارمنی باغداسار آرزومانیان در سال ۱۹۷۰ طراحی شد، زمانی که جمهوری شوروی سوسیالیستی ازبکستان هنوز بخشی از اتحاد جماهیر شوروی بود. افتتاحیه این موزه به دو هزار و پانصدمین سالگرد تأسیس شهر سمرقند اختصاص داشت. از نظر موضوعی، موزه به پنج بخش مربوط به دوره‌های مختلف زندگی در شهر افراسیاب تقسیم شده‌است.
این موزه مکانی است که داستان تأسیس شهر سمرقند، تاریخ آن و همچنین سکونتگاه افراسیاب را به اشتراک می‌گذارد. این موزه دارای نمایشگاه‌های متنوعی است، از جمله آثاری که در حفاری‌های افراسیاب و سمرقند و مناطق پیرامون آن‌ها یافت شده‌است. در میان آثار باستانی می‌توان بقایای شمشیرهای باستانی، استودان‌ها، چاقوها و دیگر اشیاء تیز، پیکان، سکه، سرامیک، دست نوشته‌ها و کتاب‌های باستانی، تندیس‌ها و دیگر اشیاء باستانی زندگی روزمره را یافت. موزه شامل بیش از ۲۲۰۰۰ شیء منحصر به فرد است. یکی از آثار قابل توجه، نقش افراسیاب کاخ سمرقند متعلق به دوره دودمان اخشیدی از سده هفتم تا هشتم است.

## نگارخانه

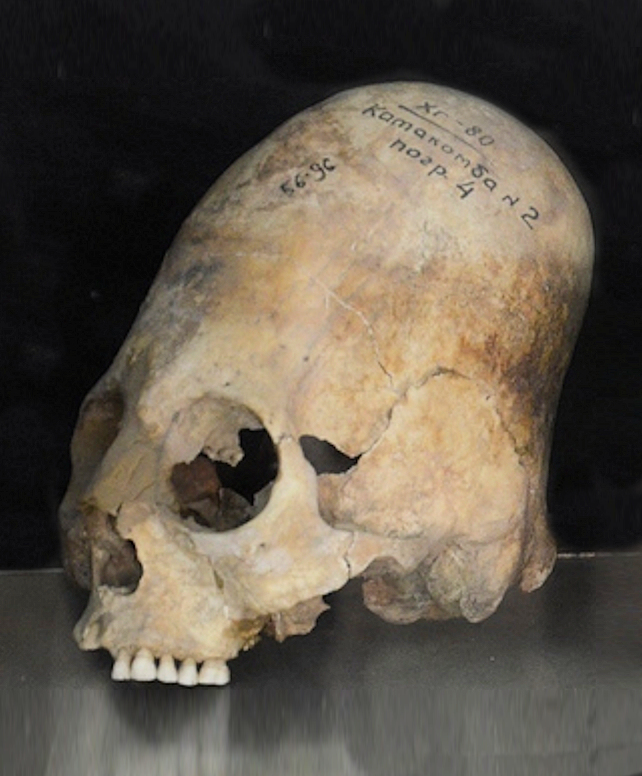
جمجمه دراز حفاری‌شده در سمرقند ۶۰۰ تا ۸۰۰ میلادی
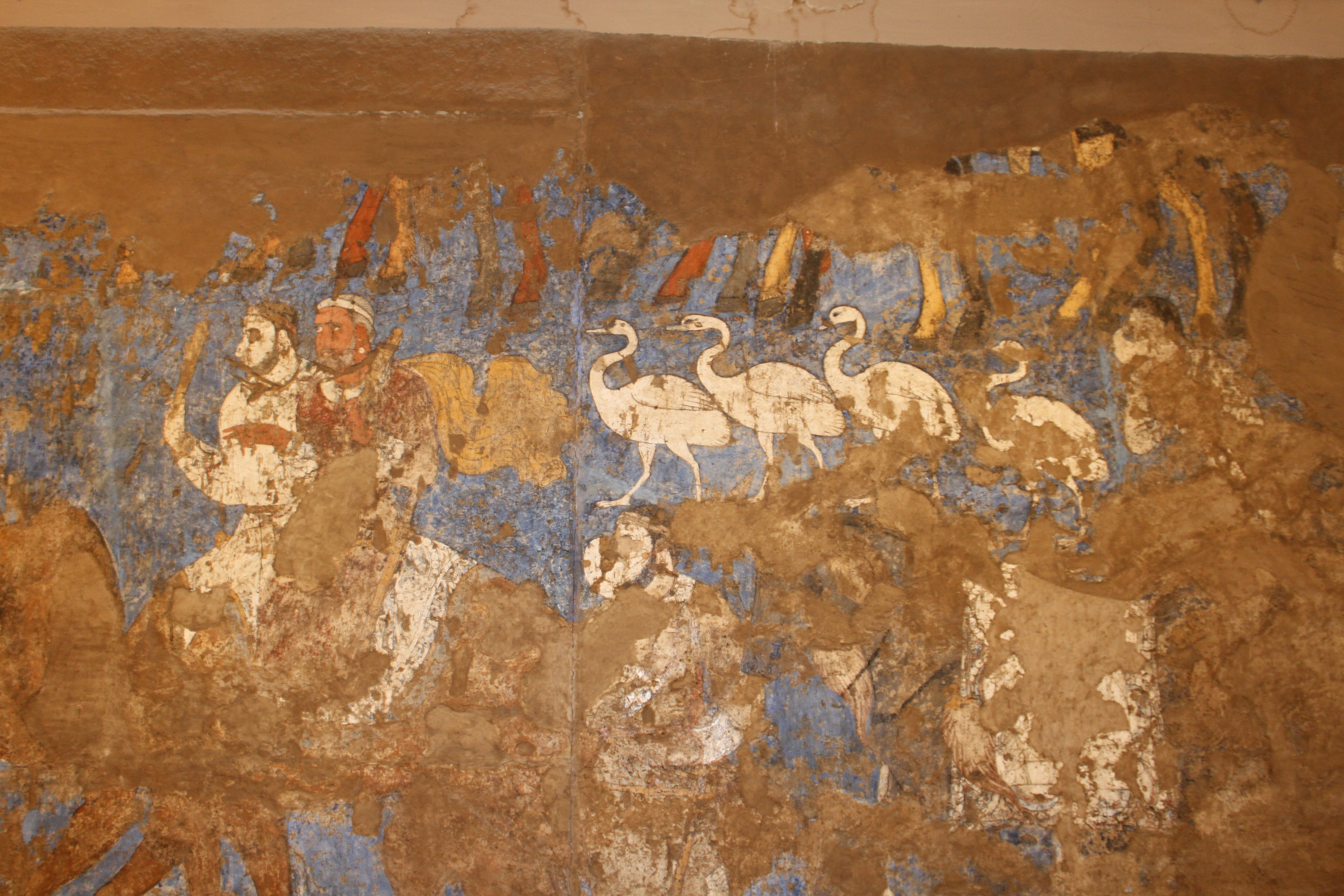
نقاشی‌های دیواری به سفارش ورخمان پادشاه سمرقند